# Кептени
Кептени (якут. Кэптэни) — село в составе Легойского наслега Усть-Алданского улуса Якутии.
Расположен на берегу оз. Кептени в 36 км к северо-западу от улусного центра села Борогонцы. Входит в состав село Усть-Алдана. Подчиняется управлению Легойского наслега. Основано в 1925 году.
В селе — центральная усадьба совхоза «Легёй», основные производства — мясо-молочное скотоводство, мясное табунное коневодство. Имеются Дом культуры, средняя общеобразовательная школа, спортивный комплекс, учреждения здравоохранения и торговли. В подчинении наслежной администрации с. Кептени находятся сельские населённые пункты Далы (расположен на расстоянии 10 км), Усун-Кюёль (11,8 км) и Хомустах (14,6 км)

## Население
В 1989 году население составляло 1,3 тыс. человек, на 1 января 2001 года — 1245 человек.
| 1989 | 2002  | 2010  | 2021  |
| ---- | ----- | ----- | ----- |
| 1300 | ↘1070 | ↗1081 | ↘1063 |